# ジョージ・ヘミング・メイソン

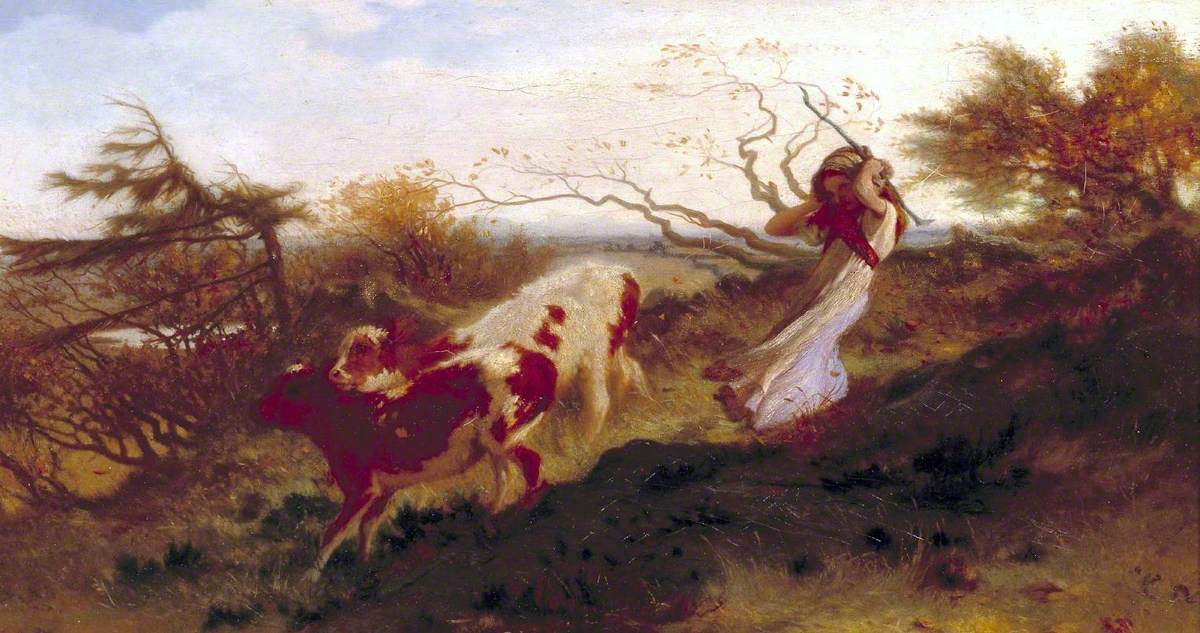
メーソン作「荒地の旋風」(1861)

ジョージ・ヘミング・メイソン（George Heming Mason ARA、1818年3月11日 - 1872年10月22日）は、イギリスの風景画家である。イタリアやイギリスの田園風景を描いた。

## 略歴
イングランド、スタッフォードシャーのFenton Parkに生まれた。祖父は陶芸家で父親と叔父が陶芸工房を継承していた。父親はオックスフォード大学を卒業した教養人で1829年には事業から引退し、田舎で文学や絵を描いて楽しむ生活を始めた。
ジョージ・ヘミング・メイソンはバーミンガムの学校を卒業し、1834年からバーミンガムの外科医のもとで医師になる訓練を受けたが、1844年には画家になるために、医学を学ぶのを止めた。
1843年の秋から、弟とヨーロッパを旅し、主に徒歩でフランス、スイスを旅して、1845年の秋にローマに至った。ローマでスタジオを開き、家族からの支援が無くなったので、ローマ在住のイギリス人の肖像画などを描いて収入を得た。ローマでは苦しい生活を送ったが、1848年に第一次イタリア独立戦争が始まると、負傷者の世話を手伝い、弟はジュゼッペ・ガリバルディが率いるローマ共和国軍に志願兵として加わり、将校になった。1849年のフランス軍とのローマ包囲戦の間に、イラストレイテド・ロンドン・ニュースの特派員の画家、ジョージ・ハウスマン・トーマス（George Housman Thomas: 1824–1868)らとスパイの容疑で逮捕されるが、処刑されるのは免れた。
1851年にイタリア中部のサビーナ地域やチョチャリア地方を旅し、カンパーニャ・ロマーナに住む牧場主の邸に滞在し、家畜などを描いた。カンパーニャの風景が気にいり、多くの作品を描いた。
ローマを訪れた多くの芸術家と親しくなり、その中には画家のフレデリック・レイトンもいる。イタリアの画家ジョヴァンニ・コスタとも友人になった。
1858年にイギリスに戻り、8月に結婚した。スタッフォードシャー、Wetley Rocksの邸、ウェットリー・アビー(Wetley Abbey)に住んだ。イギリスの陰鬱な風景を描くのを好まなかったがレイトンに励まされてイギリスの風景を描き評価された。ジョヴァンニ・コスタも1863年にイギリスを訪れた時、メイソンの邸に滞在した。1864年に仲間との交流のためにロンドンに住居をもつが、ウェットリーでの制作も続けた。
1869年にロイヤル・アカデミー・オブ・アーツの準会員に選ばれた。1872年にロンドンの自宅で心臓麻痺を起こし亡くなった。54歳であった。

## 関連文献
- George G. Williamson, Bryan's dictionary of painters and engravers (London: George Bell & Sons, 1903) p. 296.
- Donato Esposito, 'George Heming Mason (1818–1872)', in Frederick Walker and the Idyllists (London: Lund Humphries, 2017), pp. 159–78.